# Литература Таиланда

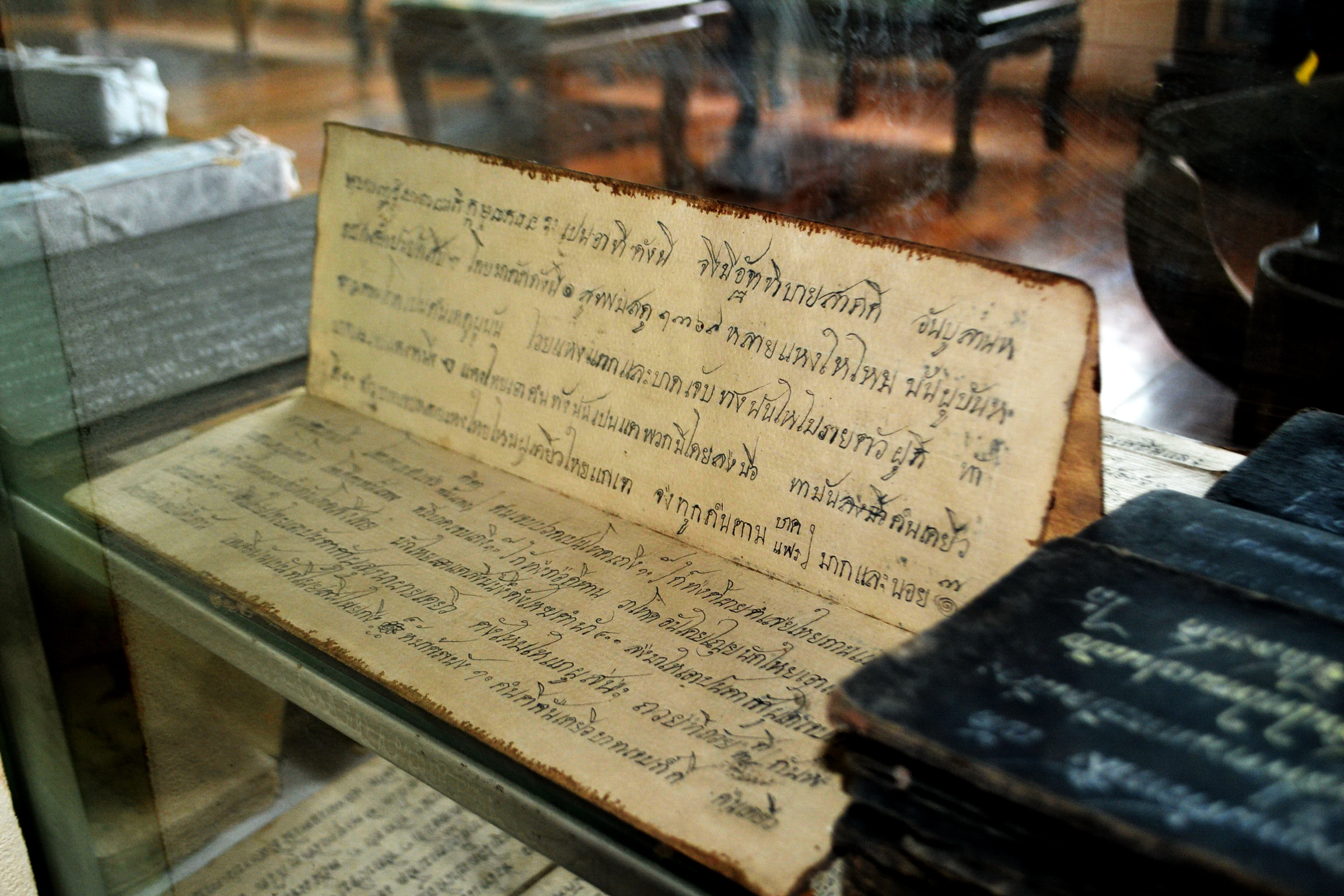
Старинная техника записи литературных произведений Samut Thai в тайской литературе

Литература Таиланда — художественная литература на тайском языке, создававшаяся и создающаяся в Таиланде.
Тайский алфавит был создан в 1283 году королём Рамакхамхаенгом Великим (тайск. พ่อขุนรามคำแหงมหาราช). Одной из первых работ, написанных на тайском языке, была надпись на Великой стеле Рамакхамхаенг, созданная в 1292 году, в которой описана биография короля и хроника Царства.

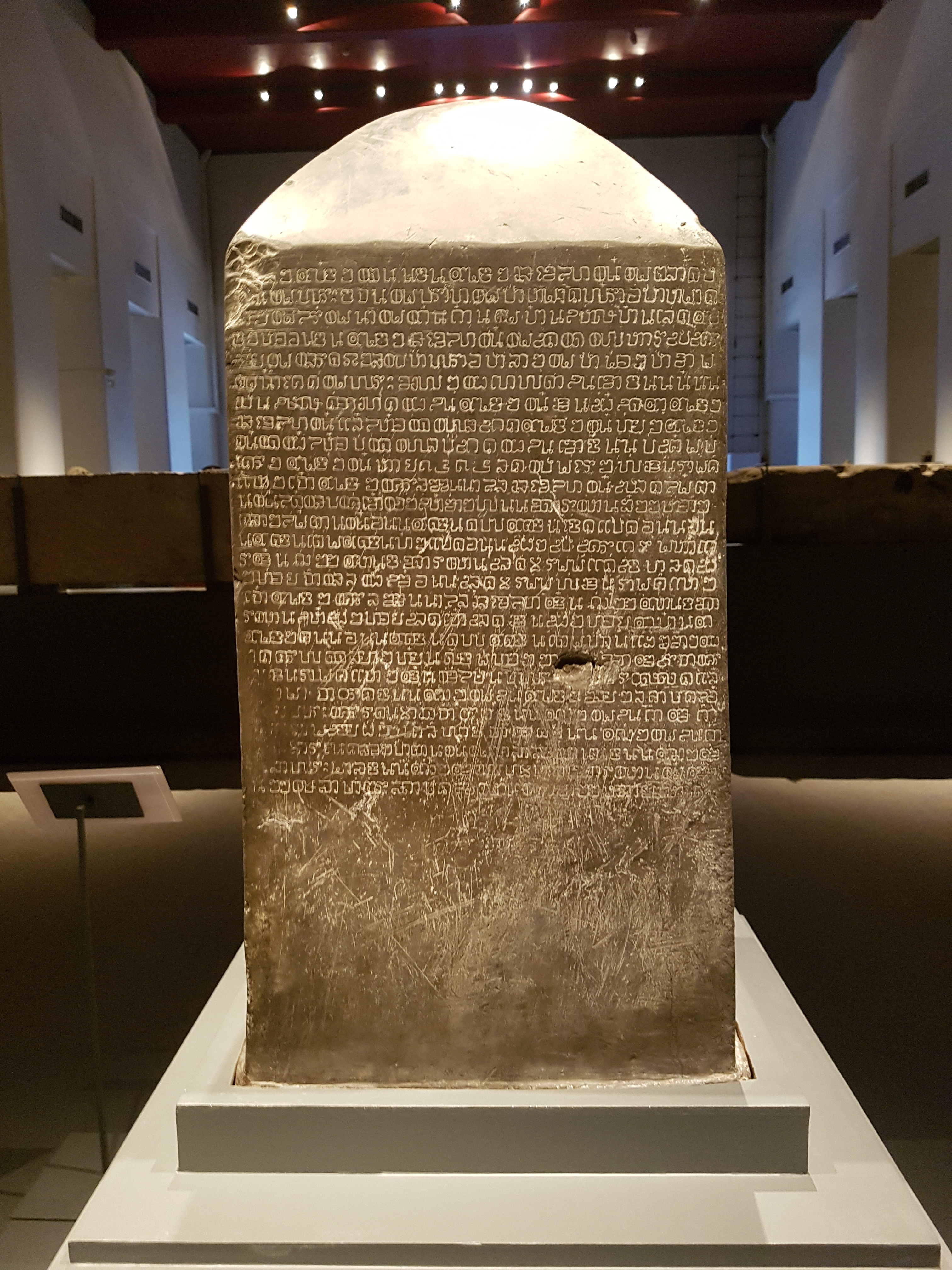
Стела Рамакхамхаенг (Silajaruek Pokhun Ramkhamhaeng) периода Сукхотаи (XIII—XV века), Национальный музей Бангкока

Один из ранних тайских космологических трактатов «Трайпхум» (тайск. ไตรภูมิ Traibhumikatha — «История трёх миров» или тайск. ไตรภูมิพระร่วง Trai Phum Phra Ruang — «Три мира короля Руана») был составлен примерно в середине XIV века королём Сукотаи Литхаем (тайск. พญาลิไทย; 1347—1370) из династии Пра Руанг (1239—1438). Трактат рассказывает об устройстве Вселенной, буддийском рае, чистилище и аде, описывает наказания грешников после смерти, излагает принципы космогонии. Согласно трактату, во Вселенной существует три мира: мир форм, мир без форм, мир греховного влечения. Автор ссылается при этом на десятки санскритских и палийских текстов, излагает содержание индийских легенд и мифов. «Трайпхум» признан одним из старейших произведений тайской литературы.
Значительным произведением раннего периода Аютии является «Лилит Онгкан Чанг Нам» (тайск. ลิลิตโองการแช่งน้ำ), заклинание в стихах, которое должно произноситься перед собранием придворных, иностранных послов и посланников вассальных государств при принятии клятвы верности. Это был ритуал выражения лояльности.
В этот период популярным жанром был лилит (тайск. ลิลิต), сочетающий в себе стихи различного метрического характера, что позволяло разнообразить темп и интонации в произведении. В этом стиле написаны поэма «Лилит Юань Пхай» (тайск. ลิลิตยวนพ่าย «поражение юаня»; ок. 1475 год н. э.) о войне королей Боромотрайлоканата (1448—1488) и Тилокарая из Ланна, а также поэма «Лилит Фра Ло» (тайск. ลิลิตพระลอ; ок. 1500 год н. э.), считающаяся лучшей в этом жанре.
Популярным был и лирический жанр нират (тайск. นิราศ «прощальная поэзия»). В этом стихотворном жанре описывались путешествия к возлюбленной. Поэт описывает попадающиеся ему в дороге ландшафты, города и деревни, прерывает описание, чтобы выразить свои чувства и мысли о любимой. Произведения этого жанра служат ныне источником информации об истории сиамской культуры. Жанр нират возник у северных тайцев. В период Аютии поэты сочиняли в этом стиле стихи с Клонг (โคลง) и Кап (กาพย์) метрикой. Известным поэтом, сочинявшим в этом жанре, был принц Тамматибет (тайск. เจ้าฟ้าธรรมธิเบศ; 1715—1755). В этот же период в литературе процветал жанр сказки. Одной из самых известных народных сказок является «Кун Чан Кхун Фаэн» (тайск. ขุนช้างขุนแผน), в которой сочетаются элементы романтической комедии и героических приключений, сюжет заканчивается трагедией.
В конце XV века на развитие тайской литературы оказало влияние завоевание соседней Камбоджи, носительницей более развитой культуры. Попавшие в плен кхмерские брахманы и буддийское духовенство разработали учение о божественности правителя и его дома, что создавало вокруг короля ореол священнодействия. Был создан придворный язык — рачасап. В нём было запрещено употреблять простонародные слова: лицо, ноги, есть, спать, идти, собака, свинья и др. Вместо этих слов следовало употреблять: лучезарный лик, прекрасные очи, лотосоподобные стопы и др. Употребление изысканных выражений не должно было резать слух правителя. Придворному языку могли соответствовать только такие литературные жанры, как поэзия и драматургия, с сюжетами, славящими полубожественных героев, включая тайских принцев. О мастерстве поэтов стали судить по соответствию формы и изысканности стиля в созданных ими произведениях. Традиция использовать язык рачасап при обращении к королю и членам его семьи сохранилась до настоящего времени.
Литература в Таиланде долгое время находилась под сильным влиянием литературы Индии. Наиболее значительными произведениями тайской литературы является «Рамакиен», тайская версия индийского эпоса Рамаяны, написанный в правление Рамы I и Рамы II. От оригинала отличается большей ролью в произведении бога-обезьяны Ханумана, и более счастливым концом произведения. Большинство старейших версией эпоса утеряны в 1767 году, во время нападения бирманцев на город Аюттхая.
Тайская литература писалась в основном на тайском языке. Большинство литературных произведений на тайском языке до XIX века писалось стихами. В прозе писались большинство исторических записей, хроник и юридических документов. Это представляло контраст между тайской литературной традицией и другими восточноазиатскими литературными традициями, такими как китайская и японская, где длинные поэтические произведения были редки, а эпические стихи почти отсутствовали. Тайская классическая литература оказала влияние на литературу соседних стран континентальной Юго-Восточной Азии, особенно на литературу Камбоджи, Лаоса и Мьянмы.
В эпоху Раттанакозина (1782—1932) тайская литература пережила подъём и достигла своей вершины. Значительная поэтическая и творческая энергия этого периода была направлена на возрождение или восстановление национальных сокровищ, которые были утрачены или забыты. Восстанавливались по памяти стихи поэтов и записывались произведения «Рамакиен» и «Кхун Чанг и Кхун Пэн» (ขุนช้างขุนแผน). Поэзия становилась всё более утончённой. На тайский язык переводились произведения иностранных классиков, включая китайские романы «Троецарствие» Ло Гуаньчжуна, «Речные заводи» Ши Найаня и др.

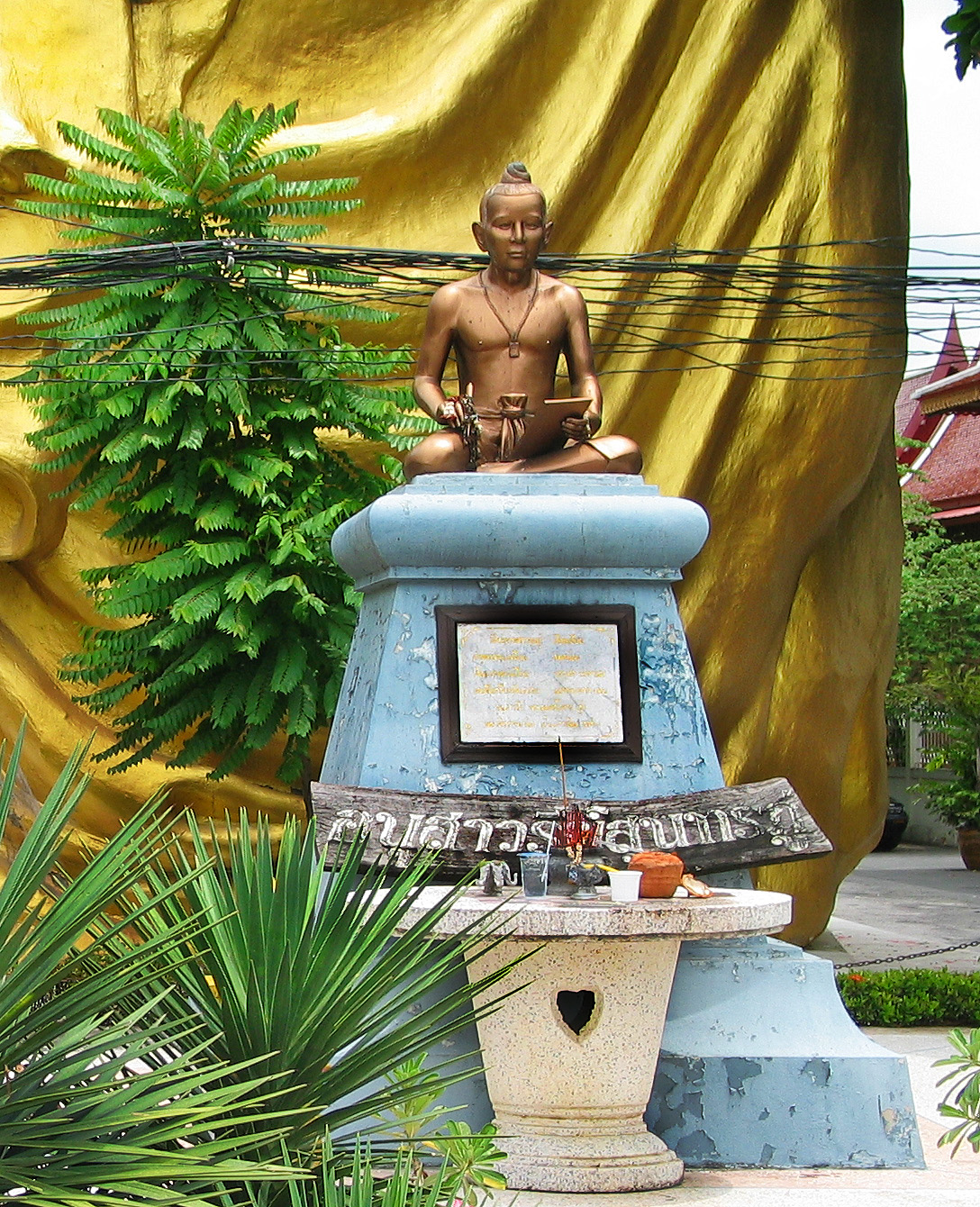
Мемориал Сунтона Пу в Бангкоке

Главным национальным поэтом Таиланда считается Сунтон Пу. Его наиболее знаменитым произведением является поэма «Пра Апхай Мани» (พระอภัยมณี) в 30 тысячи строк (завершена в 1835 году), которая является первым полностью сюжетно самостоятельным произведением тайской литературы. Поэма рассказывает о необычайных приключениях царевича Апаймани (поэта и музыканта), его брата Сисувана и сына Сисамута на море и в заморских странах. Ежегодно 26 июня в Таиланде отмечается День Сунтона Пу. В 1986 году в Таиланде с участием организации ЮНЕСКО торжественно отмечалось 200-летие со дня рождения поэта.
Тайские короли Рама V и Рама VI также являлись литераторами, однако их вклад в национальную литературу представляет собой научно-философские труды посвященные взаимоотношения Восточной и Западной цивилизаций.
Авторы XX века писали беллетристику и серьёзного вклада в литературное наследие Таиланда не привнесли. Примечательны тайские поэты Прамахамонтри, Чит Буратхат (1892—1942); писатели Акат Дамкенг, автор романа «Театр жизни», Сибурапа (1905—1975).
Поэт Тит Пхумисак (тайск. จิตร ภูมิศักดิ์; 1930—1965) в поэме «Хвалебная песнь великому городу Бангкоку» выражал протест против репрессий военной диктатуры. Из современных тайских писателей можно выделить Камсинга Сринаука и Пира Судхама.